# Lover's Text ふたりだけの愛の体験 -A Manual Sexual Fantasy-
Lover's Text ふたりだけの愛の体験 -A Manual Sexual Fantasy-は、英国で1992年～1993年ごろ作られたハウツーセックスビデオ。3D映像（立体映像）であるところが当時斬新であった。
日本でもVHSとして発売されたが、DVD化はされていない。日本での販売元はアポロン（後のバンダイ・ミュージックエンタテインメント）で、発売されたのは1994年、60 分の作品であった。 
カップル用なので女性の鑑賞にもたえうる綺麗な映像になっている。

## 内容
女性カウンセラーのような人が司会を務め、性生活にはファンタジーが必要であると説く。性生活を楽しむためのさまざまな工夫が映像的に紹介される。
- ペッティングだけで我慢することによって、焦らされた後に達するオーガズムを推奨するもの。これを360℃回転映像で見せていた。
- 「自分の妻が他の男に抱かれるのを夢見る男性（いわゆる寝取られ嗜好）の人は多いようです」とカウンセラーのナレーションが入り、そのような状況の映像が流れる。
- スワッピングも推奨。

最後は「空想しましょう！」という呼びかけで終わる。